# Церква Благовіщення Пречистої Діви Марії (Чукалівка)
Церква Благовіщення Пречистої Діви Марії в Чукалівці — парафія і дерев'яний храм греко-католицької громади Української греко-католицької церкви в селі Чукалівка Івано-Франківської громади Івано-Франківського району Івано-Франківської области.

## Історія
Дерев'яна церква була побудована в 1873 році і освячена в 1874 році.
Кількість парафіян: 1886 — 454, 1896 — 352, 1906 — 428, 1914 — 448, 1927 — 449, 1938 — 532.

## Парохи
- о. Теодор Косьєвич (1885—1903+)[1]
- о. Теодор Матейко (1905—1931)[1]
- о. Антін Аксентій (1903—1904, адміністратор)[1]
- о. Карло Гробельський (1931—1933, адміністратор)[1]
- о. Володимир Косевич (1904—1905, адміністратор)[1]
- о. Ярослав Крвавич (1933—[1938], адміністратор)[1]
- о. Любомир Паливода — нині[2].